# Aija Putniņa
Aija Putniņa, née le 15 janvier 1988 à Riga (Lettonie), est une joueuse de basket-ball lettonne de 1,92 m évoluant au poste d'intérieure.

## Biographie
Cette internationale lettonne, qui a disputé l'Euro 2009 et les JO de Pekin, a suvi la filière lettonne de Mondeville. « J'avais envie de venir en France, mon agent m'a trouvé ce club. J'ai appris que des compatriotes (Azace, Jekabsone, Kublina) m'y avaient précédée. Mon papa a appelé leurs papas, qui lui ont donné de bons renseignements. Cela m'a convaincue. » Sa saison est cependant moyenne, souvent comme remplaçante. Elle cherche à se relancer à Arras.
Au Liomatic Umbertide en 2013-2014 (10,4 points et 5,4 rebonds en championnat), elle signe à l'été pour le club hongrois de PINKK Pecsi 424 après disputé les qualifications du championnat d'Europe 2015 avec son équipe nationale (12,5 points et 6,7 rebonds en six rencontres).

## Parcours
- 2003-2004:  TTT Kadetes
- 2004-2006:  Regis Jesuit High School (États-Unis)
- 2006-2008:  Colorado Buffalos (NCAA)
- 2008-2009:  Olesa Espanyol
- 2009-2010:  USO Mondeville
- 2010-2011:  Arras Pays d'Artois Basket Féminin
- 2011-2012:  VIČI-Aistės Kaunas
- 2012-2013:  UNB Obenasa
- 2013-2014:  Liomatic Umbertide
- 2014-2014 :  PINKK Pecsi 424
- 2015-2015 :  San Martino
- 2015-2016 :  Nantes Rezé Basket

## Palmarès
- 7e Championnat d'Europe Senior en 2009[5]
- Participation aux Jeux Olympiques de Pékin en 2008
- 12e Championnat d'Europe -20ans en 2007
- 4e Championnat d'Europe -18ans Division B en 2006
- 3e Championnat d'Europe -18ans Division B en 2005